# Corretora de valores
Corretora de valores é uma empresa atuante no sistema financeiro que intermedia a compra e venda de títulos financeiros a seus clientes. Atuam principalmente na Bolsa de valores, diferente das corretoras de mercadorias que atuam na Bolsa Brasileira de Mercadorias.
Para uma pessoa física operar na B3 é necessário a intermediação de uma corretora autorizada, sendo que no Brasil sua constituição depende de autorização do BACEN e o exercício de sua atividade depende de autorização do CVM.
Em geral, as corretoras cobram uma taxa pela custódia dos títulos. A taxa pode ser devida pela custódia, independentemente da movimentação dos ativos. Além da taxa de custódia, em geral paga-se à corretora um determinado preço por operação que pode ser um percentual do valor da transação, um valor fixo por operação, ou ainda uma quantia mensal fixa, chamada taxa de corretagem.

## Funcionamento
Tradicionalmente existem duas formas de se investir através de uma corretora de valores:
1. Mesa de operações: onde o investidor deve enviar suas ordens através do telefone; e
2. Home Broker: onde o investidor envia suas ordens através da internet.

As corretoras são, em geral, membros de uma bolsa de ativos (exceto as de seguro) que adquirem uma mesma parte do ser patrimônio (título da bolsa) e, em conseqüência, tem o direito de operar em todos os segmentos em que a bolsa atua. As corretoras de valores podem ser entendidas como instituições financeiras que operam no mercado de valores e títulos, comprando, vendendo e administrando esses valores como representante dos investidores, podendo elas, serem pessoas físicas ou jurídicas. São instituições típicas do mercado acionário, operando com a compra, venda e a distribuição de títulos e valores mobiliários por conta de terceiros. Elas fazem a intermediação com as bolsas de valores e de mercadorias.
Entre suas funções estão:
- Promover ou participar de lançamento público das ações;
- Fazer a administração e a custódia das carteiras de títulos e valores mobiliários;
- Organização e administração dos fundos e clubes de investimentos;
- Operar em bolsas de mercadorias e futuros, por conta própria e de terceiros;
- Operações de compra e venda de metais preciosos e moedas estrangeiras, por conta própria e de terceiros; e
- Prestação de serviços de assessoria técnica em operações inerentes ao mercado financeiro.